# Province de Hanovre
Pour les articles homonymes, voir Hanovre (homonymie).
1866–1946
Entités précédentes :
- Royaume de Hanovre

Entités suivantes :
- État de Hanovre
- Basse-Saxe

La province de Hanovre (en allemand : Provinz Hannover) est, de 1866 à 1946, une province du royaume de Prusse, puis de l'État libre de Prusse, dont la capitale était Hanovre.

## Généralités

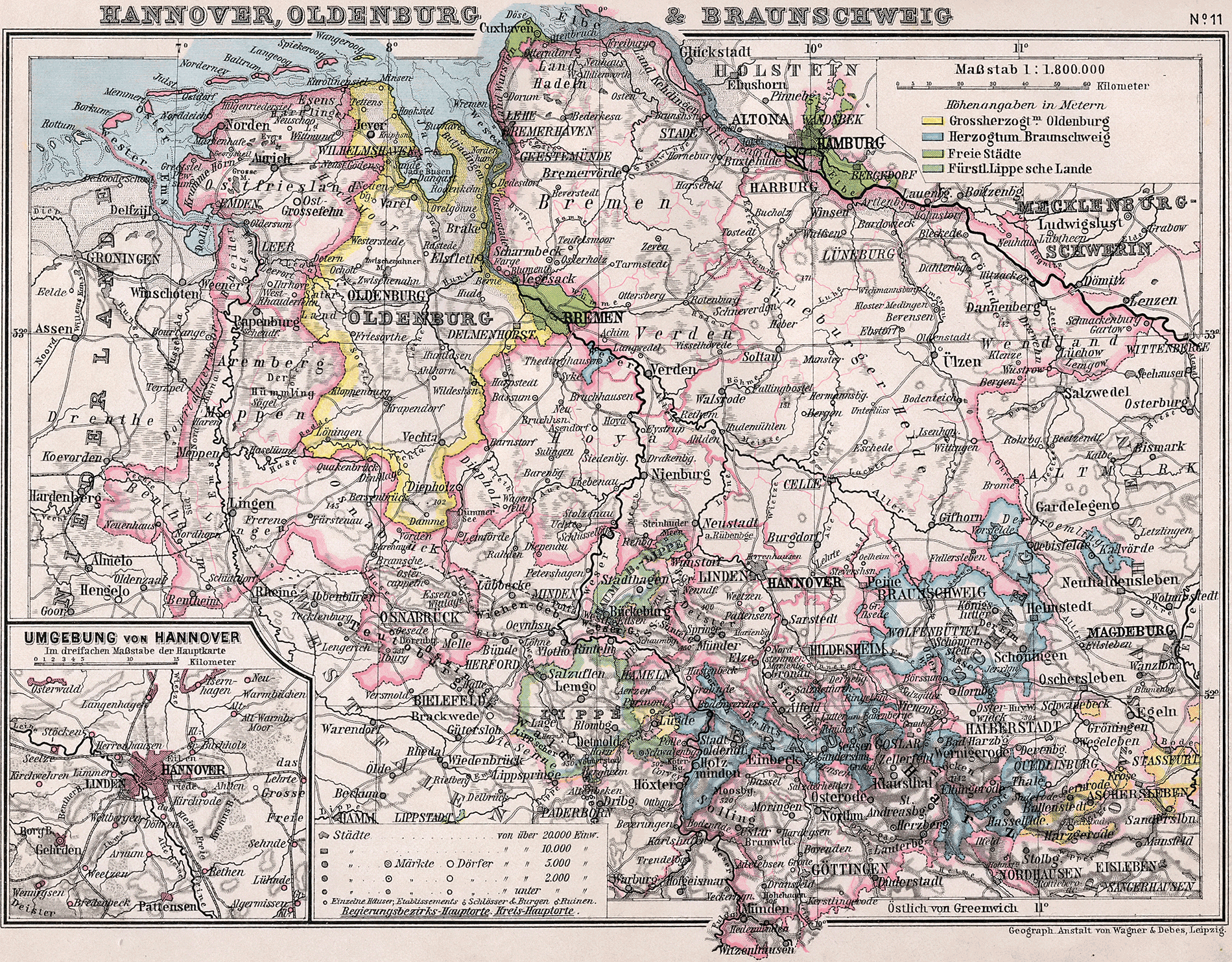
La province de Hanovre en 1905.

Sa superficie était d'environ 38 000 km2, et atteint 3 476 056 habitants en 1939. La province avait pour limites :
- au nord la mer du Nord, l'Oldenbourg, la ville libre hanséatique de Brême, la province du Schleswig-Holstein, la ville libre et hanséatique de Hambourg et le Mecklembourg-Schwerin ;
- à l'est la province de Saxe et le duché de Brunswick ;
- au sud par les provinces prussiennes de Hesse-Nassau et de Westphalie, et les principautés de Lippe et de Waldeck ;
- à l'ouest le royaume des Pays-Bas.

Elle se divisait en six gouvernements (landdrosteien), qui prenaient le nom de leurs chefs-lieux (Hanovre, Hildesheim, Lunebourg, Stade, Osnabrück, Aurich), plus le capitanat montagneux de Clausthal.

## Histoire
Le 3 juillet 1866, la guerre austro-prussienne, point culminant de la lutte pour la suprématie entre les États de la Confédération germanique, s'est terminée par la victoire de la Prusse à la bataille de Sadowa. Le roi Georges V de Hanovre ayant pris parti pour l'Autriche  a accepté de mobiliser l'armée de la Confédération contre la Prusse (Bundesexecution). Les troupes de Hanovre infligèrent une défaite à la Prusse le 27 juin 1866 à la bataille de Langensalza, toutefois des difficultés de ravitaillement et de nombreuses pertes les poussèrent deux jours après à arrêter les combats. La mobilité, la formation militaire et l'armement supérieurs de la Prusse lui assurèrent la victoire.
Après la capitulation de l'armée de Hanovre, la dynastie régnante des Welf fut déposée et leur royaume occupée par les troupes prussiennes. Le 20 septembre 1866, le pays a été formellement annexé par le royaume de Prusse pour former la nouvelle province de Hanovre. La Constitution prussienne y entre en vigueur le 1er octobre 1867. Le roi Georges V fuit vers Vienne ; son refus de reconnaître l'annexion aboutit à la confiscation de la fortune privée de la famille (les fonds Welfs). En raison de ces opérations, une partie importante de la population affiche une tendance à l'autonomie, illustrée par les succès électoraux du parti allemand hanovrien pendant encore plusieurs décennies. La situation s'est quelque peu améliorée par le mariage du prince Ernest-Auguste, petit-fils de Georges V, avec Victoria-Louise de Prusse le 24 mai 1913, suivi par sa reconnaissance en tant que héritier du duché de Brunswick. 
Après la fin de la Première Guerre mondiale et à la suite de la chute de l'Empire allemand, la province appartenait à l'État libre de Prusse. Les contours furent modifiés à plusieurs reprises  :
- en 1922, elle récupéra l'ancien comté de Pyrmont, détaché de la république de Waldeck ;
- en 1932, le territoire de l'ancien comté de Schaumbourg, exclave de la province de Hesse-Nassau, fut rattaché ;
- en 1937, elle céda Harbourg à Hambourg en échange de Cuxhaven ;
- en 1941, les limites entre Brunswick et Hanovre furent modifiées.

Faisant partie de la zone d'occupation britannique après la Seconde Guerre mondiale, l'État de Hanovre fut restauré par ordonnance du 23 août 1946. Il perdit quelques exclaves orientales au profit de la Saxe-Anhalt, et le canton de Neuhaus sur la rive droite de l'Elbe, qui revint au land de Mecklembourg. Quelques mois plus tard, lors de la création des Länder modernes, l'administration britannique unifia la province de Hanovre avec les États de Brunswick, d'Oldenbourg et de Schaumbourg-Lippe pour former le Land de Basse-Saxe sous le premier ministre-président Hinrich Wilhelm Kopf. Seul Bremerhaven sera rattachée à la ville de Brême, alors toutes deux placées en zone d'occupation américaine pour constituer le Land de Brême.

## Symboles

### Drapeau
| À compter du 22 octobre 1882, le drapeau de la province de Hanovre fut bicolore, à deux bandes horizontales d'égale dimension : or (jaune), en haut, et argent (blanc), en bas. Il s'agissait du drapeau adopté par le roi de Hanovre Ernest-Auguste Ier, le 22 juillet 1837. |

### Armoiries
|  | Les armes de la province de Hanovre étaient : « De gueules, au cheval cabré d'argent ». |

## Administration

### Hauts présidents
Liste de hauts présidents (allemand : Oberpräsidenten) de la province de Hanovre :
- Sous le royaume de Prusse :
  - 1867-1873 : Otto zu Stolberg-Wernigerode
  - 1873-1873 : Karl Heinrich von Boetticher
  - 1873-1878 : Botho Wendt August Graf von Eulenburg
  - 1878-1888 : Adolf Hilmar von Leipziger (de)
  - 1888-1897 : Rudolf von Bennigsen, NLP
  - 1898-1902 : Constantin de Stolberg-Wernigerode
  - 1902-1914 : Richard von Wentzel
  - 1914-1917 : Ludwig von Windheim
  - 1917-1918 : Ernst Friedrich Hermann von Richter (de), NLP/DVP
- Sous l'État libre de Prusse :
  - 1918-1920 : Dr Ernst von Richter, NLP/DVP
  - 1920-1933 : Gustav Noske, SPD
  - 1933-1933 : Friedrich von Velsen (de)
- Sous le national-socialisme :
  - 1933-1941 : Viktor Lutze, NSDAP
  - 1941-1945 : Hartmann Lauterbacher, NSDAP
- Après la chute du national-socialisme :
  - 11 mai-16 septembre 1945 : Eberhard Hagemann (de)
  - 1945-1946 : Hinrich Wilhelm Kopf, SPD

## Parlement provincial(de)

### Résultats des élections au parlement provincial
- En pourcentage des suffrages exprimés

| Date       | KPD | USPD | SPD  | DDP | Z   | DVP  | DNVP | Bauern | Bürger | DHP  | Divers | NSDAP |
| ---------- | --- | ---- | ---- | --- | --- | ---- | ---- | ------ | ------ | ---- | ------ | ----- |
| 1919       | -   | -    | -    | -   | -   | -    | -    | -      | -      | -    | -      | -     |
| 21.02.1921 | 3,2 | 3,3  | 34,7 | 4,5 | 6,4 | 15,0 | 7,0  | 0,7    | -      | -    | 25,3   | -     |
| 29.11.1925 | 4,2 | -    | 32,9 | 3,9 | 9,7 | 1,3  | 2,2  | -      | 13,1   | 0,6  | 31,5   | 0,7   |
| 17.11.1929 | 3,7 | -    | 34,7 | 3,1 | 8,9 | 8,3  | 6,7  | 3,7    | 9,7    | 10,9 | 3,5    | 6,8   |
| 12.03.1933 | 4,8 | -    | 23,1 | 0,7 | 8,1 | 1,0  | 9,6  | -      | -      | 4,1  | -      | 48,8  |

- En nombre de sièges

| Date       | KPD | USPD | SPD | DDP | Z  | DVP | DNVP | Bauern | Bürger | DHP | Divers | NSDAP | Total |
| ---------- | --- | ---- | --- | --- | -- | --- | ---- | ------ | ------ | --- | ------ | ----- | ----- |
| 1919       | -   | 4    | 28  | 5   | -  | -   | -    | -      | -      | -   | 84     | -     | 123   |
| 21.02.1921 | 4   | 3    | 37  | 5   | 7  | 16  | 7    | 1      | -      | -   | 29     | -     | 109   |
| 29.11.1925 | 5   | -    | 37  | 5   | 11 | 1   | 2    | -      | 16     | 1   | 33     | 1     | 112   |
| 17.11.1929 | 4   | -    | 39  | 4   | 10 | 10  | 8    | 4      | 10     | 12  | 2      | 8     | 111   |
| 12.03.1933 | 6   | -    | 26  | -   | 9  | -   | 11   | -      | -      | 5   | -      | 55    | 112   |

## Subdivisions administratives
| La province de Hanovre était divisée en six gouvernements (allemand : Regierungsbezirke) : 1. District d'Aurich (allemand : Regierungsbezirk Aurich) ; 2. District de Hanovre (de) (allemand : Regierungsbezirk Hannover) ; 3. District de Hildesheim (allemand : Regierungsbezirk Hildesheim) ; 4. District de Lunebourg (allemand : Regierungsbezirk Lüneburg) ; 5. District d'Osnabrück (allemand : Regierungsbezirk Osnabrück) ; 6. District de Stade (de) (allemand : Regierungsbezirk Stade). | Les six gouvernements de la province de Hanovre (1905) |

### District d'Aurich
Le territoire du district d'Aurich (allemand : Regierungsbezirk Aurich) recouvrait :
- L'ancienne principauté de Frise-Orientale (allemand : Fürstentum Ostfriesland)
- À compter du 1er avril 1873, le district de Jade (de) (allemand : Jadegebiet)

Le 1er juillet 1867, la sénéchaussée d'Aurich (de) (allemand : Landdrostei Aurich) est subdivisée en :
- Cinq villes autonomes (allemand : selbständigen Städte), savoir : Aurich, Emden, Esens, Leer et Norden ;
- Huit bailliages (allemand : Ämter), savoir : Aurich, Berum, Emden, Esens, Leer, Stickhausen, Weener et Wittmund.

Le 13 mars 1869, le siège du bailliage de Berum fut transféré à Norden et pris le nom de bailliage de Norden.
Le 1er avril 1873, le district de Jade (allemand : Jadegebiet) fut incorporé au bailliage de Wittmund.
Le 1er avril 1885, le landdrostat d'Aurich devient le district d'Aurich (allemand : Regierungsbezirk Aurich) et son territoire est subdivisé en sept arrondissements (allemand : Kreise), à savoir :
| 1. Arrondissement d'Aurich (allemand : Kreis Aurich) 2. Arrondissement d'Emden (allemand : Landkreis Emden), avec celui d'Emden-Ville (allemand : Stadtkreis Emden), non représenté sur la carte 3. Arrondissement de Leer (allemand : Kreis Leer) 4. Arrondissement de Norden (allemand : Landkreis Norden) 5. Arrondissement de Weener (allemand : Kreis Weener) 6. Arrondissement de Wittmund (allemand : Kreis Wittmund) |

### District de Hanovre
Le territoire du district de Hanovre (de) (allemand : Regierungsbezirk Hannover) recouvre :
- La Principauté de Calenberg (allemand : Fürstentum Calenberg)
- Le comté de Hoya (allemand : Grafschaft Hoya)
- Le comté de Diepholz (allemand : Grafschaft Diepholz)

| Il est subdivisé en treize arrondissements (allemand : Kreise), savoir : 1. Arrondissement de Diepholz (de) (allemand : Kreis Diepholz) 2. Arrondissement d'Hamelin (allemand : Kreis Hameln) 3. Arrondissement de Hanovre (de) (allemand : Landkreis Hannover), avec celui de Hanovre-Ville (allemand : Stadtkreis Hannover), non représenté sur la carte 4. Arrondissement d'Hoya (de) (allemand : Kreis Hoya) 5. Arrondissement de Linden (de) (allemand : Landkreis Linden), avec celui de Linden-Ville (allemand : Stadtkreis Linden), non représenté sur la carte 6. Arrondissement de Neustadt am Rübenberge (de) (allemand : Landkreis Neustadt am Rübenberge) 7. Arrondissement de Nienburg (allemand : Kreis Nienburg) 8. Arrondissement de Springe (de) (allemand : Landkreis Springe) 9. Arrondissement de Stolzenau (de) (allemand : Kreis Stolzenau) 10. Arrondissement de Sulingen (de) (allemand : Kreis Sulingen) 11. Arrondissement de Syke (de) (allemand : Kreis Syke) |

### District de Hildesheim
Le territoire du district de Hildesheim (allemand : Regierungsbezirk Hildesheim) recouvre :
- La principauté de Hildesheim (de) (allemand : Fürstentum Hildesheim)
- La principauté de Göttingen (allemand : Fürstentum Göttingen)
- La principauté de Grubenhagen (allemand : Fürstentum Grubenhagen)
- Le comté d'Hohnstein (allemand : Grafschaft Hohnstein)

| Il est subdivisé en quinze arrondissements (allemand : Kreise), savoir : 1. Arrondissement d'Alfeld-sur-la-Leine (de) (allemand : Kreis Alfeld) 2. Arrondissement de Duderstadt (allemand : Kreis Duderstadt) 3. Arrondissement d'Einbeck (de) (allemand : Kreis Einbeck) 4. Arrondissement de Goslar (allemand : Kreis Goslar) 5. Arrondissement de Göttingen (allemand : Kreis Göttingen) 6. Arrondissement de Gronau (de) (allemand : Kreis Gronau) 7. Arrondissement de Hildesheim (allemand : Kreis Hildesheim) 8. Arrondissement d'Ilfeld (allemand : Kreis Ilfeld) 9. Arrondissement de Marienburg (de) (allemand : Kreis Marienburg) 10. Arrondissement de Münden (allemand : Kreis Münden) 11. Arrondissement de Northeim (allemand : Kreis Northeim) 12. Arrondissement d'Osterode am Harz (allemand : Kreis Osterode am Harz) 13. Arrondissement de Peine (allemand : Kreis Peine) 14. Arrondissement d'Uslar (de) (allemand : Kreis Uslar) 15. Arrondissement de Zellerfeld (allemand : Kreis Zellerfeld) |

### District de Lunebourg
Le territoire du district de Lunebourg (allemand : Regierungsbezirk Lüneburg) recouvre :
- La principauté de Lunebourg (allemand : Fürstentum Lüneburg)
- D'anciennes parties du duché de Saxe-Lauenbourg (allemand : Herzogtum Sachsen-Lauenburg)

| Il est subdivisé en treize arrondissements (allemand : Kreise), savoir : 1. Arrondissement de Bleckede (de) (allemand : Kreis Bleckede) 2. Arrondissement de Burgdorf (de) (allemand : Kreis Burgdorf) 3. Arrondissement de Celle (allemand : Kreis Celle) 4. Arrondissement de Dannenberg (de) (allemand : Kreis Dannenberg) 5. Arrondissement de Fallingbostel (de) (allemand : Kreis Fallingbostel) 6. Arrondissement de Gifhorn (allemand : Kreis Gifhorn) 7. Arrondissement d'Harbourg (de) (allemand : Kreis Harburg) 8. Arrondissement d'Isenhagen (de) (allemand : Kreis Isenhagen) 9. Arrondissement de Lüchow (de) (allemand : Kreis Lüchow) 10. Arrondissement de Lunebourg (allemand : Kreis Lüneburg) 11. Arrondissement de Soltau (allemand : Kreis Soltau) 12. Arrondissement d'Uelzen (allemand : Kreis Uelzen) 13. Arrondissement de Winsen (allemand : Kreis Winsen) |

### District d'Osnabrück
Le territoire du district d'Osnabrück (allemand : Regierungsbezirk Osnabrück) recouvre :
- La principauté épiscopale d'Osnabrück (allemand : Fürstentum Osnabrück)
- Le duché d'Arenberg-Meppen (allemand : Herzogtum Arenberg-Meppen)
- Le comté de Bentheim (allemand : Grafschaft Bentheim)
- Le comté inférieur de Lingen (allemand : Niedergrafschaft Lingen)

| Il est subdivisé en onze arrondissements (allemand : Kreise), savoir : 1. Arrondissement d'Aschendorf (de) (allemand : Kreis Aschendorf) 2. Arrondissement de Bersenbrück (de) (allemand : Kreis Bersenbrück) 3. Arrondissement du Comté de Bentheim (allemand : Kreis Grafschaft Bentheim) 4. Arrondissement d'Hümmling (de) (allemand : Kreis Hümmling) 5. Arrondissement d'Iburg (allemand : Kreis Iburg) 6. Arrondissement de Lingen (de) (allemand : Kreis Lingen) 7. Arrondissement de Melle (de) (allemand : Kreis Melle) 8. Arrondissement de Meppen (de) (allemand : Kreis Meppen) 9. Arrondissement d'Osnabrück (allemand : Landkreis Osnabrück), avec celui d'Osnabrück-Ville (allemand : Stadtkreis Osnabrück), non représenté sur la carte 10. Arrondissement de Wittlage (de) (allemand : Kreis Wittlage) |

### District de Stade
Le territoire du district de Stade (de) (allemand : Regierungsbezirk Stade) recouvre :
- Le duché de Brême (allemand : Herzogtum Bremen)
- Le duché de Verden (allemand : Herzogtum Verden)
- Le pays de Hadeln (allemand : Land Hadeln)

| Il est subdivisé en quatorze arrondissements (allemand : Kreise), savoir : 1. Arrondissement d'Achim (de) (allemand : Kreis Achim) 2. Arrondissement de Blumenthal (de) (allemand : Kreis Blumenthal) 3. Arrondissement de Bremervörde (de)(allemand : Kreis Bremervörde) 4. Arrondissement de Geestemünde (de) (allemand : Kreis Geestemünde) 5. Arrondissement d'Hadeln (de) (allemand : Kreis Hadeln) 6. Arrondissement de Jork (allemand : Kreis Jork) 7. Arrondissement de Kehdingen (de) (allemand : Kreis Kehdingen) 8. Arrondissement de Lehe (de) (allemand : Kreis Lehe) 9. Arrondissement de Neuhaus-sur-l'Oste (allemand : Kreis Neuhaus an der Oste) 10. Arrondissement d'Osterholz (allemand : Kreis Osterholz) 11. Arrondissement de Rotenbourg-en-Hanovre (de) (allemand : Kreis Rotenburg in Hannover) 12. Arrondissement de Stade (allemand : Kreis Stade) 13. Arrondissement de Verden (allemand : Kreis Verden) 14. Arrondissement de Zeven (de) (allemand : Kreis Zeven) |

## Subdivisions judiciaires
Le tribunal supérieur de la province (allemand : Oberlandesgericht) était celui de Celle (allemand : Oberlandesgericht Celle).
Son ressort (allemand : Oberlandesgerichtsbezirk) comprenait neuf tribunaux régionaux (allemand : Landgerichte), savoir :
- Huit pour la province de Hanovre, savoir :
  - Tribunal régional d'Aurich (allemand : Landgericht Aurich)
  - Tribunal régional de Göttingen (allemand : Landgericht Göttingen)
  - Tribunal régional de Hanovre (allemand : Landgericht Hannover)
  - Tribunal régional de Hildesheim (allemand : Landgericht Hildesheim)
  - Tribunal régional de Lunebourg (allemand : Landgericht Lüneburg)
  - Tribunal régional d'Osnabrück (allemand : Landgericht Osnabrück)
  - Tribunal régional de Stade (allemand : Landgericht Stade)
  - Tribunal régional de Verden (allemand : Landgericht Verden)
- Le neuvième, le tribunal régional de Detmold (allemand : Landgericht Detmold), pour des territoires limitrophes.

Le ressort du tribunal régional d'Aurich (allemand : Landgericht Aurich) comprenait neuf tribunaux de bailliage (allemand : Amtsgerichte), savoir :
- - Amtsgericht Aurich
  - Amtsgericht Berum
  - Amtsgericht Emden
  - Amtsgericht Esens
  - Amtsgericht Leer
  - Amtsgericht Norden
  - Amtsgericht Weener
  - Amtsgericht Wilhelmshaven
  - Amtsgericht Wittmund

Le ressort du tribunal régional de Göttingen (allemand : Landgericht Göttingen) comprenait douze tribunaux de bailliage (allemand : Amtsgerichte), savoir :
- - Amtsgericht Duderstadt
  - Amtsgericht Einbeck
  - Amtsgericht Gieboldehausen
  - Amtsgericht Göttingen
  - Amtsgericht Herzberg a. H.
  - Amtsgericht Moringen
  - Amtsgericht Münden
  - Amtsgericht Northeim
  - Amtsgericht Osterode a. H.
  - Amtsgericht Reinhausen
  - Amtsgericht Uslar
  - Amtsgericht Zellerfeld

Le ressort du tribunal régional de Hannover (allemand : Landgericht Hannover) comprenait seize tribunaux de bailliage (allemand : Amtsgerichte), savoir :
- - Amtsgericht Burgwedel
  - Amtsgericht Hameln
  - Amtsgericht Hannover
  - Amtsgericht Kalenberg
  - Amtsgericht Koppenbrügge (Coppenbrügge)
  - Amtsgericht Lauenstein
  - Amtsgericht Münder
  - Amtsgericht Neustadt a. R.
  - Amtsgericht Obernkirchen
  - Amtsgericht Oldendorf Bez. Kassel
  - Amtsgericht Polle
  - Amtsgericht Pyrmont
  - Amtsgericht Rinteln
  - Amtsgericht Rodenberg
  - Amtsgericht Springe
  - Amtsgericht Wennigsen

Le ressort du tribunal régional de Hildesheim (allemand : Landgericht Hildesheim) comprenait onze tribunaux de bailliage (allemand : Amtsgerichte), savoir :
- - Amtsgericht Alfeld
  - Amtsgericht Bockenem
  - Amtsgericht Burgdorf
  - Amtsgericht Elze
  - Amtsgericht Fallersleben
  - Amtsgericht Gifhorn
  - Amtsgericht Goslar
  - Amtsgericht Hildesheim
  - Amtsgericht Liebenburg
  - Amtsgericht Meinersen
  - Amtsgericht Peine

Le ressort du tribunal régional de Lunebourg (allemand : Landgericht Lüneburg) comprenait douze tribunaux de bailliage (allemand : Amtsgerichte), savoir :
- - Amtsgericht Bergen bei Celle
  - Amtsgericht Bleckede
  - Amtsgericht Celle
  - Amtsgericht Dannenberg
  - Amtsgericht Isenhagen
  - Amtsgericht Lüchow
  - Amtsgericht Lüneburg
  - Amtsgericht Medingen
  - Amtsgericht Neuhaus a. E.
  - Amtsgericht Soltau
  - Amtsgericht Ülzen
  - Amtsgericht Winsen a. L.

Le ressort du tribunal régional d'Osnabrück (allemand : Landgericht Osnabrück) comprenait seize tribunaux de bailliage (allemand : Amtsgerichte), savoir :
- - Amtsgericht Bentheim
  - Amtsgericht Bersenbrück
  - Amtsgericht Diepholz
  - Amtsgericht Freren
  - Amtsgericht Fürstenau
  - Amtsgericht Iburg
  - Amtsgericht Lingen
  - Amtsgericht Malgarten
  - Amtsgericht Melle
  - Amtsgericht Meppen
  - Amtsgericht Neuenhaus
  - Amtsgericht Osnabrück
  - Amtsgericht Papenburg
  - Amtsgericht Quakenbrück
  - Amtsgericht Sögel
  - Amtsgericht Wittlage

Le ressort du tribunal régional de Stade (allemand : Landgericht Stade) comprenait onze tribunaux de bailliage (allemand : Amtsgerichte), savoir :
- - Amtsgericht Bremervörde
  - Amtsgericht Buxtehude
  - Amtsgericht Freiburg a. E.
  - Amtsgericht Harburg a. E.
  - Amtsgericht Jork
  - Amtsgericht Neuhaus a. O.
  - Amtsgericht Osten
  - Amtsgericht Otterndorf
  - Amtsgericht Stade
  - Amtsgericht Tostedt
  - Amtsgericht Zeven

Le ressort du tribunal régional de Verden (allemand : Landgericht Verden) comprenait vingt-et-un tribunaux de bailliage (allemand : Amtsgerichte), savoir :
- - Amtsgericht Achim
  - Amtsgericht Ahlden
  - Amtsgericht Bassum
  - Amtsgericht Blumenthal
  - Amtsgericht Bruchhausen
  - Amtsgericht Dorum
  - Amtsgericht Geestemünde
  - Amtsgericht Hagen i. Bremischen
  - Amtsgericht Hoya
  - Amtsgericht Lehe
  - Amtsgericht Lesum
  - Amtsgericht Lilienthal
  - Amtsgericht Nienburg
  - Amtsgericht Osterholz
  - Amtsgericht Rotenburg i. Hann.
  - Amtsgericht Stolzenau
  - Amtsgericht Sulingen
  - Amtsgericht Syke
  - Amtsgericht Uchte
  - Amtsgericht Verden
  - Amtsgericht Walsrode

Le ressort du tribunal régional de Detmold (allemand : Landgericht Detmold) comprenait, quant à lui, neuf tribunaux de bailliage (allemand : Amtsgerichte), savoir :
- - Amtsgericht Alverdissen
  - Amtsgericht Blomberg
  - Amtsgericht Detmold
  - Amtsgericht Hohenhausen
  - Amtsgericht Horn
  - Amtsgericht Lage
  - Amtsgericht Lemgo
  - Amtsgericht Örlinghausen
  - Amtsgericht Salzuflen